# 40 Days and 40 Nights
40 Days and 40 Nights is een Amerikaanse komische film uit 2002. De film werd geregisseerd door Michael Lehmann en geschreven door Rob Perez. Het verhaal gaat over Matt Sullivan (Josh Hartnett), die geen enkel seksueel contact mag hebben gedurende de christelijke vastentijd.

## Verhaal
Josh Hartnett speelt Matt, een ontwerper van websites die na een breuk met zijn vriendin zichzelf verliest in betekenisloze seks met anonieme partners. Matt raakt echter emotioneel, indien niet seksueel, uitgeput en in overleg met zijn broer, een would-be priester, besluit hij tijdens de vasten 40 dagen en nachten lang geen seks meer te hebben. Of nog beter, geen orgasmes tout court, dus ook geen masturbatie. Tijdens zijn regelmatige bezoekjes aan de plaatselijke wasserette loopt Matt echter Erica tegen het lijf, gespeeld door Shannyn Sossamon. Zonder de hinderpaal die seks is, ontwikkelt zich een tedere, sympathieke relatie tussen Matt en Erica, maar er komt natuurlijk een moment waarop zij zijn terughoudendheid om zelfs maar te kussen verkeerd gaat interpreteren.

## Achtergrond
De film gaat ervan uit dat de enige manier waarop een man het kan vermijden seks te hebben, is door modelwagentjes te gaan schilderen en de was te gaan doen. Een leven zonder seks is een saai leven, dat spreekt voor zich.

## Kritieken
'40 Days And 40 Nights' werd omschreven als “een belediging voor vrouwen”, als een volstrekt misogyne film, aangezien vrouwen erin opgevoerd zouden worden als verderfelijke wezens die afgezworen moeten worden om tot uiteindelijk geluk te leiden.

## Rolverdeling
- Emmanuelle Vaugier als Susie
- Josh Hartnett als Matt Sullivan
- Shannyn Sossamon als Erica Sutton
- Paulo Costanzo als Ryan
- Adam Trese als John Sullivan
- Lorin Heath als Diana
- Glenn Fitzgerald als Chris
- Monet Mazur als Candy
- Christine Chatelain als Andie
- Keegan Connor Tracy als Mandy
- Vinessa Shaw als Nicole
- Stanley Anderson als Father Maher
- Griffin Dunne als Jerry Anderson
- Jarrad Paul als Duncan
- Terry Chen als Neil
- Kai Lennox als Nick
- Chris Gauthier als Mikey
- Barry Newman als Walter Sullivan
- Mary Gross als Bev Sullivan
- Maggie Gyllenhaal als Sam
- Dylan Neal als David Brokaw
- Michelle Harrison als Maureen
- Jason Low als Merj
- Nicole Wilder als Anastasia
- Susan Bain als Ms. Willow

## Trivia
- In 2008 brengt de EO een programma op de televisie waarin jongeren worden uitgedaagd 40 dagen zonder seks te leven, onder de vergelijkbare titel '40 dagen zonder seks'.